# Treponema pallidum
Treponema pallidum je gramnegativní bakterie z kmene spirochét. Tento druh zahrnuje několik poddruhů, zejména však T. pallidum pallidum, původce syfilidy; T. pallidum pertenue, původce frambezie a T. pallidum endemicum, který způsobuje endemickou syfilitidu. Původce onemocnění pinta (Treponema carateum) bývá řazen do samostatného druhu.
Treponema pallidum je pohyblivá spirocheta, která se nejčastěji přenáší pohlavním stykem. Do těla se dostává otvory v epitelu pohlavních orgánů. Také však dochází k přenosům z matky na dítě (v pozdních fázích těhotenství). Šroubovicový tvar Treponem dovoluje vývrtkový pohyb skrz viskózní média, jako je hlen. Také proto se dostane tato bakterie do krve a lymfy.
Další poddruhy jsou morfologicky a sérologicky nerozeznatelné, ale k jejich přenosu nedochází pohlavní cestou, ale jinými způsoby.
V roce 1998 byl osekvenován genom bakterie Treponema pallidum. Obsahuje 1,14 milionů párů bází.
Proti syfilis neexistuje vakcína, vnější povrch T. pallidum obsahuje příliš málo povrchových proteinů na to, aby byly protilátky účinné.